# John Part
John Part (* 29. Juni 1966 in Toronto, Ontario) ist ein kanadischer Profidartspieler. Sein Spitzname Darth Maple erklärt sich aus seiner Vorliebe für Star Wars und aus der kanadischen Flagge, die ein Ahornblatt (engl. maple Ahorn) zeigt.
Er ist der einzige Nichteuropäer, der einen PDC-Weltmeistertitel erringen konnte (2003 gegen Phil Taylor und 2008 gegen Kirk Shepherd) und mit seinen drei Weltmeistertiteln (neben den genannten Erfolgen bei der PDC gewann er bereits 1994 die BDO-Weltmeisterschaft) der erfolgreichste Dartspieler aus Nordamerika.

## Karriere
John Part begann mit dem Dartspiel, nachdem ihm seine Eltern im Jahr 1987 ein Dartboard zu Weihnachten schenkten. In seiner darauf folgenden Laufbahn konnte Part bereits bei der PDC World Championship und der BDO World Championship triumphieren. Bei beiden Turnieren war er der erste Spieler außerhalb Großbritanniens, der diese Erfolge für sich verbuchen konnte.
2003 besiegte Part Phil Taylor bei der PDC World Championship im Finale mit 7:6, 2005 musste er sich Wayne Mardle im Halbfinale des Las Vegas Desert Classic geschlagen geben. Das Las Vegas Desert Classic gewann er 2006 gegen Raymond van Barneveld mit 6:3. Am 1. Januar 2008 gewann Part 7:2 gegen Kirk Shepherd im Finale der Darts-Weltmeisterschaft und wurde somit Weltmeister. 2011 warf er beim World Matchplay sein erstes Nine dart finish. Bei der PDC World Darts Championship 2012 zog er nach Siegen über John Henderson, Richie Burnett und Kevin Painter ins Viertelfinale ein, verlor dort aber im Sudden Death gegen James Wade. Zu Saisonbeginn 2012 gelang es Part und seinem kanadischen Partner Ken McNeil, beim PDC World Cup of Darts zwar beide Einzel gegen die topgesetzten Engländer (Weltmeister Adrian Lewis und Phil Taylor) zu gewinnen, nach einem verlorenen Doppel scheiterten die beiden jedoch in einem Sudden Death Doppel-Leg. Zur Jahresmitte 2012 war Part 23. der PDC Order of Merit. John Part gewann im Juli 2012 den Auftakt zur neu eingeführten North American Pro Tour mit 6:1 Legs im Finale gegen Daryn Young. Durch mehrere frühe Niederlagen, insbesondere bei kleineren Turnieren, rutschte Part im Laufe des Jahres 2012 langsam in der Weltrangliste ab und konnte sich auch nicht für die European Darts Championship und den World Grand Prix qualifizieren.
In den folgenden Jahren rutschte Part in der PDC Order of Merit immer weiter ab und konnte sich für immer weniger Major-Turniere qualifizieren. Bei PDC Weltmeisterschaften kam er nicht mehr über die 2. Runde hinaus und rutschte nach der Weltmeisterschaft 2015 aus der Top 32 der Order of Merit. Dadurch musste er nach einem erneut schwachen Jahr versuchen, sich über Qualifikationsturniere in das Feld für die WM zu spielen, was ihm jedoch nicht gelang. 2016 nahm Part erstmals seit 21 aufeinanderfolgenden Teilnahmen bei BDO- oder PDC-Weltmeisterschaften nicht an der Weltmeisterschaft teil.
Erstmals verpasste Part 2016 auch die Qualifikation für die UK Open. Beim World Cup of Darts konnte Part an der Seite von Ken MacNeil einen Erfolg einfahren. Nach Siegen über Griechenland und Wales mussten sie sich erst im Viertelfinale Nordirland geschlagen geben. Für die Weltmeisterschaften  2017 und 2018 konnte sich Part allerdings erneut nicht qualifizieren. Bei den UK Open 2018 erreichte er das Viertelfinale.
2022 nahm Part an der PDC Qualifying School teil. Er schied jedoch nach nur einem Sieg in der First Stage aus. Er nahm daraufhin erneut an der World Seniors Darts Championship teil und gewann dabei sein erstes Spiel knapp gegen Co Stompé. In seinem Achtelfinale unterlag er jedoch ebenfalls im fünften Satz Darryl Fitton.
2024 war Part erneut für die Q-School gemeldet. In diesem Jahr qualifizierte er sich dabei über die Rangliste für die Final Stage. Am Tag zwei der Final Stage gewann er dabei zwei Spiele, gewann jedoch erneut keine Tour Card. Er war daraufhin bei der World Seniors Darts Championship 2024 vertreten, wo er aber sein erstes Spiel gegen Richie Howson mit 0:3 verlor. Beim World Seniors Darts Matchplay 2024 verlor Part in Runde eins gegen Robert Thornton in der Verlängerung mit 8:10. Außerdem spielte er die Turniere der CDC Pro Tour und erreichte dabei ein Viertel- und ein weiteres Halbfinale.
Bei der UK Q-School 2025 schied Part in der First Stage aus. Er konnte lediglich ein Spiel gewinnen und keinen Punkt für die Rangliste sammeln.
Part kommentierte bis zum Ausstieg der BBC regelmäßig die BDO World Championship für die BBC sowie bis heute die PDC World Darts Championship als Experte für Sky Sports.

## Weltmeisterschaftsresultate

### BDO
- 1994: Sieger (6:0-Sieg gegen  Bobby George)
- 1995: 2. Runde (2:3-Niederlage gegen  Paul Williams)
- 1996: 2. Runde (0:3-Niederlage gegen  Steve Beaton)
- 1997: 2. Runde (1:3-Niederlage gegen  Roger Carter)

### PDC
- 1998: 1. Runde (1:3-Niederlage gegen  Paul Lim)
- 1999: 1. Runde (0:3-Niederlage gegen  Alan Warriner-Little)
- 2000: 2. Runde (0:3-Niederlage gegen  Dennis Smith)
- 2001: Finale (0:7-Niederlage gegen  Phil Taylor)
- 2002: Viertelfinale (0:6-Niederlage gegen  Phil Taylor)
- 2003: Sieger (7:6-Sieg gegen  Phil Taylor)
- 2004: 3. Runde (3:4-Niederlage gegen  Mark Dudbridge)
- 2005: Achtelfinale (2:4-Niederlage gegen  Mark Dudbridge)
- 2006: 3. Runde (2:4-Niederlage gegen  Wayne Mardle)
- 2007: 2. Runde (2:4-Niederlage gegen  Chris Mason)
- 2008: Sieger (7:2-Sieg gegen  Kirk Shepherd)
- 2009: 1. Runde (0:3-Niederlage gegen  Bill Davis)
- 2010: 2. Runde (1:4-Niederlage gegen  Kirk Shepherd)
- 2011: 1. Runde (0:3-Niederlage gegen  Per Laursen)
- 2012: Viertelfinale (4:5-Niederlage gegen  James Wade)
- 2013: 2. Runde (1:4-Niederlage gegen  Terry Jenkins)
- 2014: 2. Runde (0:4-Niederlage gegen  Wes Newton)
- 2015: 1. Runde (2:3-Niederlage gegen  Keegan Brown)

### WSDT
- 2022: Achtelfinale (1:3-Niederlage gegen  John Walton)
- 2023: Achtelfinale (2:3-Niederlage gegen  Darryl Fitton)
- 2024: 1. Runde (0:3-Niederlage gegen  Richie Howson)
- 2025: Achtelfinale (2:3-Niederlage gegen  Ross Montgomery)

## Turnierergebnisse
| Turnier                                    | 1993                       | 1994                       | 1995                       | 1996                       | 1997                           | 1998                           | 1999                           | 2000                           | 2001                           | 2002                           | 2003                           | 2004                           | 2005                           | 2006                           | 2007                           | 2008                           | 2009                           | 2010                           | 2011                           | 2012                           | 2013                           | 2014                           | 2015                           | 2016                           | 2017                           | 2018                           | ......             | 2022                | 2023                | 2024                | 2025                |
| ------------------------------------------ | -------------------------- | -------------------------- | -------------------------- | -------------------------- | ------------------------------ | ------------------------------ | ------------------------------ | ------------------------------ | ------------------------------ | ------------------------------ | ------------------------------ | ------------------------------ | ------------------------------ | ------------------------------ | ------------------------------ | ------------------------------ | ------------------------------ | ------------------------------ | ------------------------------ | ------------------------------ | ------------------------------ | ------------------------------ | ------------------------------ | ------------------------------ | ------------------------------ | ------------------------------ | ------------------ | ------------------- | ------------------- | ------------------- | ------------------- |
| BDO-Major-Turniere                         |                            |                            |                            |                            |                                |                                |                                |                                |                                |                                |                                |                                |                                |                                |                                |                                |                                |                                |                                |                                |                                |                                |                                |                                |                                |                                |                    |                     |                     |                     |                     |
| Weltmeisterschaft                          | n/q                        | S 1                        | AF                         | AF                         | AF                             | nicht teilgenommen             | nicht teilgenommen             | nicht teilgenommen             | nicht teilgenommen             | nicht teilgenommen             | nicht teilgenommen             | nicht teilgenommen             | nicht teilgenommen             | nicht teilgenommen             | nicht teilgenommen             | nicht teilgenommen             | nicht teilgenommen             | nicht teilgenommen             | nicht teilgenommen             | nicht teilgenommen             | nicht teilgenommen             | nicht teilgenommen             | nicht teilgenommen             | nicht teilgenommen             | nicht teilgenommen             | nicht teilgenommen             | nicht teilgenommen | Verband insolvent   | Verband insolvent   | Verband insolvent   | Verband insolvent   |
| World Masters                              | R3                         | R3                         | AF                         | R1                         | AF                             | R2                             | R2                             | R3                             | R2                             | R2                             | nicht teilgenommen             | nicht teilgenommen             | nicht teilgenommen             | nicht teilgenommen             | nicht teilgenommen             | nicht teilgenommen             | nicht teilgenommen             | nicht teilgenommen             | nicht teilgenommen             | nicht teilgenommen             | nicht teilgenommen             | nicht teilgenommen             | nicht teilgenommen             | nicht teilgenommen             | nicht teilgenommen             | nicht teilgenommen             | nicht teilgenommen | Verband insolvent   | Verband insolvent   | Verband insolvent   | Verband insolvent   |
| WDF-Platin-/Major-Turniere                 |                            |                            |                            |                            |                                |                                |                                |                                |                                |                                |                                |                                |                                |                                |                                |                                |                                |                                |                                |                                |                                |                                |                                |                                |                                |                                |                    |                     |                     |                     |                     |
| International League                       | nicht ausgetragen          | nicht ausgetragen          | nicht ausgetragen          | nicht ausgetragen          | nicht ausgetragen              | nicht ausgetragen              | nicht ausgetragen              | nicht ausgetragen              | nicht ausgetragen              | nicht ausgetragen              | nicht teilgenommen             | nicht teilgenommen             | nicht teilgenommen             | nicht teilgenommen             | GP                             | nicht ausgetragen              | nicht ausgetragen              | nicht ausgetragen              | nicht ausgetragen              | nicht ausgetragen              | nicht ausgetragen              | nicht ausgetragen              | nicht ausgetragen              | nicht ausgetragen              | nicht ausgetragen              | nicht ausgetragen              | nicht ausgetragen  | nicht ausgetragen   | nicht ausgetragen   | nicht ausgetragen   | nicht ausgetragen   |
| World Trophy                               | nicht ausgetragen          | nicht ausgetragen          | nicht ausgetragen          | nicht ausgetragen          | nicht ausgetragen              | nicht ausgetragen              | nicht ausgetragen              | nicht ausgetragen              | nicht ausgetragen              | nicht teilgenommen             | nicht teilgenommen             | nicht teilgenommen             | nicht teilgenommen             | nicht teilgenommen             | AF                             | nicht ausgetragen              | nicht ausgetragen              | nicht ausgetragen              | nicht ausgetragen              | nicht ausgetragen              | nicht ausgetragen              | nicht teilgenommen             | nicht teilgenommen             | nicht teilgenommen             | nicht teilgenommen             | nicht teilgenommen             | nicht teilgenommen | nicht ausgetragen   | nicht ausgetragen   | nicht ausgetragen   | nicht ausgetragen   |
| WDF World Cup                              | n/t                        | n/a                        | AF                         | n/a                        | R2                             | n/a                            | R1                             | n/a                            | n/t                            | n/a                            | n/t                            | n/a                            | n/t                            | n/a                            | n/t                            | n/a                            | n/t                            | n/a                            | n/t                            | n/a                            | n/t                            | n/a                            | n/t                            | n/a                            | n/t                            | n/a                            | n/t                | n/a                 | n/t                 | n/a                 | n/t                 |
| PDC-Ranking-Turniere                       |                            |                            |                            |                            |                                |                                |                                |                                |                                |                                |                                |                                |                                |                                |                                |                                |                                |                                |                                |                                |                                |                                |                                |                                |                                |                                |                    |                     |                     |                     |                     |
| Weltmeisterschaft                          | nicht teilgenommen         | nicht teilgenommen         | nicht teilgenommen         | nicht teilgenommen         | nicht teilgenommen             | GP                             | R1                             | AF                             | F                              | VF                             | S 2                            | R3                             | AF                             | AF                             | R2                             | S                              | R1                             | R2                             | R1                             | VF                             | R2                             | R2                             | R1                             | nicht qualifiziert             | nicht qualifiziert             | nicht qualifiziert             | nicht qualifiziert | n/t                 | n/q                 | n/t                 | n/t                 |
| UK Open                                    | nicht ausgetragen          | nicht ausgetragen          | nicht ausgetragen          | nicht ausgetragen          | nicht ausgetragen              | nicht ausgetragen              | nicht ausgetragen              | nicht ausgetragen              | nicht ausgetragen              | nicht ausgetragen              | AF                             | F                              | AF                             | AF                             | R5                             | AF                             | R3                             | R3                             | R4                             | R3                             | R4                             | R2                             | R1                             | n/q                            | n/q                            | VF                             | nicht qualifiziert | nicht qualifiziert  | nicht qualifiziert  | n/t                 | n/t                 |
| Desert Classic                             | nicht ausgetragen          | nicht ausgetragen          | nicht ausgetragen          | nicht ausgetragen          | nicht ausgetragen              | nicht ausgetragen              | nicht ausgetragen              | nicht ausgetragen              | nicht ausgetragen              | VF                             | F                              | HF                             | HF                             | S                              | HF                             | R1                             | HF                             | nicht ausgetragen              | nicht ausgetragen              | nicht ausgetragen              | nicht ausgetragen              | nicht ausgetragen              | nicht ausgetragen              | nicht ausgetragen              | nicht ausgetragen              | nicht ausgetragen              | nicht ausgetragen  | nicht ausgetragen   | nicht ausgetragen   | nicht ausgetragen   | nicht ausgetragen   |
| World Matchplay                            | nicht teilgenommen         | nicht teilgenommen         | nicht teilgenommen         | nicht teilgenommen         | VR                             | R1                             | R1                             | R1                             | VF                             | F                              | AF                             | HF                             | F                              | AF                             | AF                             | AF                             | R1                             | n/q                            | R1                             | n/q                            | R1                             | nicht qualifiziert             | nicht qualifiziert             | nicht qualifiziert             | nicht qualifiziert             | nicht qualifiziert             | nicht qualifiziert | nicht qualifiziert  | nicht qualifiziert  | n/t                 | n/t                 |
| World Grand Prix                           | nicht ausgetragen          | nicht ausgetragen          | nicht ausgetragen          | nicht ausgetragen          | nicht ausgetragen              | R1                             | GP                             | VF                             | VF                             | F                              | F                              | R1                             | R1                             | R1                             | HF                             | VF                             | R1                             | n/q                            | AF                             | n/q                            | R1                             | nicht qualifiziert             | nicht qualifiziert             | nicht qualifiziert             | nicht qualifiziert             | nicht qualifiziert             | nicht qualifiziert | nicht qualifiziert  | nicht qualifiziert  | n/t                 | n/t                 |
| European Championship                      | nicht ausgetragen          | nicht ausgetragen          | nicht ausgetragen          | nicht ausgetragen          | nicht ausgetragen              | nicht ausgetragen              | nicht ausgetragen              | nicht ausgetragen              | nicht ausgetragen              | nicht ausgetragen              | nicht ausgetragen              | nicht ausgetragen              | nicht ausgetragen              | nicht ausgetragen              | nicht ausgetragen              | R1                             | R1                             | n/q                            | R1                             | n/q                            | R1                             | nicht qualifiziert             | nicht qualifiziert             | nicht qualifiziert             | nicht qualifiziert             | nicht qualifiziert             | nicht qualifiziert | nicht qualifiziert  | n/t                 | n/t                 | n/q                 |
| Players Championship Finals                | nicht ausgetragen          | nicht ausgetragen          | nicht ausgetragen          | nicht ausgetragen          | nicht ausgetragen              | nicht ausgetragen              | nicht ausgetragen              | nicht ausgetragen              | nicht ausgetragen              | nicht ausgetragen              | nicht ausgetragen              | nicht ausgetragen              | nicht ausgetragen              | nicht ausgetragen              | nicht ausgetragen              | nicht ausgetragen              | AF                             | n/q                            | R1                             | n/q                            | R1                             | nicht qualifiziert             | nicht qualifiziert             | nicht qualifiziert             | nicht qualifiziert             | nicht qualifiziert             | nicht qualifiziert | nicht qualifiziert  | n/t                 | n/t                 | n/q                 |
| PDC-Turniere ohne Einfluss auf das Ranking |                            |                            |                            |                            |                                |                                |                                |                                |                                |                                |                                |                                |                                |                                |                                |                                |                                |                                |                                |                                |                                |                                |                                |                                |                                |                                |                    |                     |                     |                     |                     |
| Premier League                             | nicht ausgetragen          | nicht ausgetragen          | nicht ausgetragen          | nicht ausgetragen          | nicht ausgetragen              | nicht ausgetragen              | nicht ausgetragen              | nicht ausgetragen              | nicht ausgetragen              | nicht ausgetragen              | nicht ausgetragen              | nicht ausgetragen              | 6.                             | n/t                            | n/t                            | 8.                             | 6.                             | nicht eingeladen               | nicht eingeladen               | nicht eingeladen               | nicht eingeladen               | nicht eingeladen               | nicht eingeladen               | nicht eingeladen               | nicht eingeladen               | nicht eingeladen               | nicht eingeladen   | nicht eingeladen    | nicht eingeladen    | nicht eingeladen    | nicht eingeladen    |
| World Cup                                  | nicht ausgetragen          | nicht ausgetragen          | nicht ausgetragen          | nicht ausgetragen          | nicht ausgetragen              | nicht ausgetragen              | nicht ausgetragen              | nicht ausgetragen              | nicht ausgetragen              | nicht ausgetragen              | nicht ausgetragen              | nicht ausgetragen              | nicht ausgetragen              | nicht ausgetragen              | nicht ausgetragen              | nicht ausgetragen              | nicht ausgetragen              | GP                             | n/a                            | AF                             | AF                             | R1                             | R1                             | VF                             | AF                             | AF                             | nicht teilgenommen | nicht teilgenommen  | nicht teilgenommen  | nicht teilgenommen  | nicht teilgenommen  |
| US Open                                    | nicht ausgetragen          | nicht ausgetragen          | nicht ausgetragen          | nicht ausgetragen          | nicht ausgetragen              | nicht ausgetragen              | nicht ausgetragen              | nicht ausgetragen              | nicht ausgetragen              | nicht ausgetragen              | nicht ausgetragen              | nicht ausgetragen              | nicht ausgetragen              | GP                             | HF                             | R2                             | nicht ausgetragen              | nicht ausgetragen              | nicht ausgetragen              | nicht ausgetragen              | nicht ausgetragen              | nicht ausgetragen              | nicht ausgetragen              | nicht ausgetragen              | nicht ausgetragen              | nicht ausgetragen              | nicht ausgetragen  | nicht ausgetragen   | nicht ausgetragen   | nicht ausgetragen   | nicht ausgetragen   |
| Championship League                        | nicht ausgetragen          | nicht ausgetragen          | nicht ausgetragen          | nicht ausgetragen          | nicht ausgetragen              | nicht ausgetragen              | nicht ausgetragen              | nicht ausgetragen              | nicht ausgetragen              | nicht ausgetragen              | nicht ausgetragen              | nicht ausgetragen              | nicht ausgetragen              | nicht ausgetragen              | nicht ausgetragen              | n/t                            | GP                             | GP                             | GP                             | GP                             | GP                             | nicht ausgetragen              | nicht ausgetragen              | nicht ausgetragen              | nicht ausgetragen              | nicht ausgetragen              | nicht ausgetragen  | nicht ausgetragen   | nicht ausgetragen   | nicht ausgetragen   | nicht ausgetragen   |
| Grand Slam                                 | nicht ausgetragen          | nicht ausgetragen          | nicht ausgetragen          | nicht ausgetragen          | nicht ausgetragen              | nicht ausgetragen              | nicht ausgetragen              | nicht ausgetragen              | nicht ausgetragen              | nicht ausgetragen              | nicht ausgetragen              | nicht ausgetragen              | nicht ausgetragen              | nicht ausgetragen              | VF                             | AF                             | GP                             | n/q                            | AF                             | VF                             | nicht qualifiziert             | nicht qualifiziert             | nicht qualifiziert             | nicht qualifiziert             | nicht qualifiziert             | nicht qualifiziert             | nicht qualifiziert | nicht qualifiziert  | nicht qualifiziert  | nicht qualifiziert  | nicht qualifiziert  |
| WSD-Major-Turniere (Senioren-Tour)         |                            |                            |                            |                            |                                |                                |                                |                                |                                |                                |                                |                                |                                |                                |                                |                                |                                |                                |                                |                                |                                |                                |                                |                                |                                |                                |                    |                     |                     |                     |                     |
| Weltmeisterschaft                          | nicht ausgetragen          | nicht ausgetragen          | nicht ausgetragen          | nicht ausgetragen          | nicht ausgetragen              | nicht ausgetragen              | nicht ausgetragen              | nicht ausgetragen              | nicht ausgetragen              | nicht ausgetragen              | nicht ausgetragen              | nicht ausgetragen              | nicht ausgetragen              | nicht ausgetragen              | nicht ausgetragen              | nicht ausgetragen              | nicht ausgetragen              | nicht ausgetragen              | nicht ausgetragen              | nicht ausgetragen              | nicht ausgetragen              | nicht ausgetragen              | nicht ausgetragen              | nicht ausgetragen              | nicht ausgetragen              | nicht ausgetragen              | nicht ausgetragen  | AF                  | AF                  | R1                  | AF                  |
| Matchplay                                  | nicht ausgetragen          | nicht ausgetragen          | nicht ausgetragen          | nicht ausgetragen          | nicht ausgetragen              | nicht ausgetragen              | nicht ausgetragen              | nicht ausgetragen              | nicht ausgetragen              | nicht ausgetragen              | nicht ausgetragen              | nicht ausgetragen              | nicht ausgetragen              | nicht ausgetragen              | nicht ausgetragen              | nicht ausgetragen              | nicht ausgetragen              | nicht ausgetragen              | nicht ausgetragen              | nicht ausgetragen              | nicht ausgetragen              | nicht ausgetragen              | nicht ausgetragen              | nicht ausgetragen              | nicht ausgetragen              | nicht ausgetragen              | nicht ausgetragen  | AF                  | AF                  | AF                  | n/a                 |
| Masters                                    | nicht ausgetragen          | nicht ausgetragen          | nicht ausgetragen          | nicht ausgetragen          | nicht ausgetragen              | nicht ausgetragen              | nicht ausgetragen              | nicht ausgetragen              | nicht ausgetragen              | nicht ausgetragen              | nicht ausgetragen              | nicht ausgetragen              | nicht ausgetragen              | nicht ausgetragen              | nicht ausgetragen              | nicht ausgetragen              | nicht ausgetragen              | nicht ausgetragen              | nicht ausgetragen              | nicht ausgetragen              | nicht ausgetragen              | nicht ausgetragen              | nicht ausgetragen              | nicht ausgetragen              | nicht ausgetragen              | nicht ausgetragen              | nicht ausgetragen  | AF                  | VF                  | n/q                 | n/a                 |
| Karrierestatistiken                        |                            |                            |                            |                            |                                |                                |                                |                                |                                |                                |                                |                                |                                |                                |                                |                                |                                |                                |                                |                                |                                |                                |                                |                                |                                |                                |                    |                     |                     |                     |                     |
| Jahresendplatzierung                       | ?                          | 3                          | unbekannt                  | unbekannt                  | unbekannt                      | unbekannt                      | 6                              | 7                              | 7                              | 2                              | 2                              | 4                              | 11                             | 18                             | 10                             | 4                              | 4                              | 32                             | 27                             | 24                             | 25                             | 30                             | 53                             | 86                             | 159                            | 97                             | –                  | ?                   | 14                  | 23                  | 25                  |
| Verband                                    | British Darts Organisation | British Darts Organisation | British Darts Organisation | British Darts Organisation | Professional Darts Corporation | Professional Darts Corporation | Professional Darts Corporation | Professional Darts Corporation | Professional Darts Corporation | Professional Darts Corporation | Professional Darts Corporation | Professional Darts Corporation | Professional Darts Corporation | Professional Darts Corporation | Professional Darts Corporation | Professional Darts Corporation | Professional Darts Corporation | Professional Darts Corporation | Professional Darts Corporation | Professional Darts Corporation | Professional Darts Corporation | Professional Darts Corporation | Professional Darts Corporation | Professional Darts Corporation | Professional Darts Corporation | Professional Darts Corporation | –                  | World Seniors Darts | World Seniors Darts | World Seniors Darts | World Seniors Darts |

| Legende zu den Turnierergebnissen | Legende zu den Turnierergebnissen | Legende zu den Turnierergebnissen | Legende zu den Turnierergebnissen | Legende zu den Turnierergebnissen | Legende zu den Turnierergebnissen | Legende zu den Turnierergebnissen | Legende zu den Turnierergebnissen | Legende zu den Turnierergebnissen | Legende zu den Turnierergebnissen |
| --------------------------------- | --------------------------------- | --------------------------------- | --------------------------------- | --------------------------------- | --------------------------------- | --------------------------------- | --------------------------------- | --------------------------------- | --------------------------------- |
| n/t                               | nicht teilgenommen                | n/q                               | nicht qualifiziert                | n/a                               | nicht ausgetragen                 | #R                                | Aus in jeweiliger Runde           | GP                                | Aus in der Gruppenphase           |
| AF                                | Achtelfinalist                    | VF                                | Viertelfinalist                   | HF                                | Halbfinalist                      | F                                 | Turnierfinalist                   | S                                 | Turniersieger                     |

## Erfolge

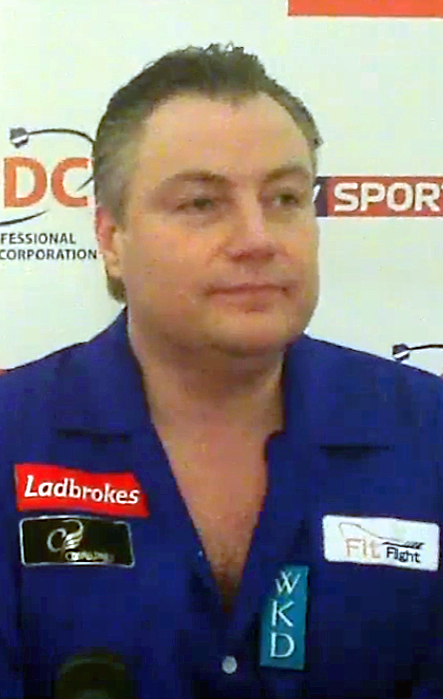
John Part auf einer Pressekonferenz während der PDC-Weltmeisterschaft 2012

### BDO
- Majors:
  - BDO World Darts Championship: (1) 1994

### PDC
- Majors:
  - PDC World Darts Championship: (2) 2003, 2008
  - Las Vegas Desert Classic: (1) 2006
- Pro Tour:
  - European Darts Tour
    - European Darts Tour 2013: UK Masters 2013

  - Players Championships
    - Players Championships 2007: 8
    - Players Championships 2008: 1
    - Players Championships 2011: 4, 7, 15

  - UK Open Qualifiers
    - UK Open Qualifiers 2002/03: 6
- Weitere
  - 2000: PDC Eastbourne Open
  - 2001: Blueberry Hill
  - 2002: West Tyrone Open, Ireland Open Spring Classic, Vauxhall Spring Open, Blueberry Hill, PDC Nations Cup Singles, PDC Northern Ireland Open, Cleveland Darts Extraveganza, Windy City Open, Ireland Open Autumn Classic
  - 2003: West Tyrone Open, Vauxhall Spring Open, Windy City Open, Vauxhall Autumn Open
  - 2004: Golden Harvest North American Cup
  - 2010: North American Darts Championship